# Lysimachia klattiana
Lysimachia klattiana är en viveväxtart som beskrevs av Henry Fletcher Hance. Lysimachia klattiana ingår i släktet lysingar, och familjen viveväxter. Inga underarter finns listade i Catalogue of Life.